# Force India VJM11
Der Force India VJM11 ist der Formel-1-Rennwagen von Force India für die Formel-1-Weltmeisterschaft 2018. Er ist der elfte Formel-1-Wagen von Force India, präsentiert wurde er am 25. Februar 2018 auf dem Circuit de Barcelona-Catalunya. Nach der Insolvenz Force Indias im Juli 2018 brachte der neu gegründete Rennstall Racing Point den VJM11 an den Start.

## Technik und Entwicklung
Wie alle Formel-1-Fahrzeuge des Jahres 2018 ist der Force India VJM11 ein hinterradangetriebener Monoposto mit einem Monocoque aus kohlenstofffaserverstärktem Kunststoff (CFK). Außer dem Monocoque bestehen auch viele weitere Teile des Fahrzeugs, darunter Karosserieteile und das Lenkrad aus CFK.
Der VJM11 ist das Nachfolgemodell des VJM10. Da das technische Reglement zur Saison 2018 weitgehend stabil blieb, ist das Fahrzeug größtenteils eine Weiterentwicklung.
Angetrieben wird der VJM11 von einem in der Fahrzeugmitte montierten 1,6-Liter-V6-Motor von Mercedes mit einem Turbolader sowie einem 120 kW starken Elektromotor, es ist also ein Hybridelektrokraftfahrzeug. Die Kraft wird über ein sequentielles, mit Schaltwippen betätigtes Achtganggetriebe übertragen. Das Fahrzeug hat nur zwei Pedale, ein Gaspedal (rechts) und ein Bremspedal (links). Genau wie viele andere Funktionen wird die Kupplung, die nur beim Anfahren aus dem Stand verwendet wird, über einen Hebel am Lenkrad bedient.
Die Gesamtbreite des Fahrzeugs beträgt 2000 mm, die Breite zwischen Vorder- und Hinterachse 1600 mm, die Höhe 950 mm. Der Frontflügel hat eine Breite von 1800 mm, der Heckflügel von 950 mm sowie eine Höhe von 800 mm ändert. Der Diffusor hat eine Gesamthöhe von 175 mm sowie eine Breite von 1050 mm. Der Wagen ist mit 305 mm breiten Vorderreifen und mit 405 mm breiten Hinterreifen des Einheitslieferanten Pirelli ausgestattet, die auf 13-Zoll-Rädern montiert sind. Die Bremsscheiben sind aus mit Kohlenstofffasern verstärkter Siliziumkarbidkeramik.
Der VJM11 hat, wie alle Formel-1-Fahrzeuge seit 2011, ein Drag Reduction System (DRS), das durch Flachstellen eines Teils des Heckflügels den Luftwiderstand des Fahrzeugs auf den Geraden verringert, wenn es eingesetzt werden darf. Auch das DRS wird mit einem Schalter am Lenkrad des Wagens aktiviert.
Anders als sein Vorgängermodell, ist der VJM11 mit dem Halo-System ausgestattet, das einen zusätzlichen Schutz für den Kopf des Fahrers bietet. Durch dieses System erhöht sich das Gewicht des Fahrzeugs auf 733 kg. Die auffällige Finne an der Motorabdeckung, die das Vorgängermodell hatte, fehlt wegen einer Änderung des technischen Reglements.

## Lackierung und Sponsoring
Der VJM11 ist überwiegend in Rosa lackiert, zusätzlich gibt es Farbakzente in Magenta und Silber. Der untere Bereich des Chassis ist schwarz lackiert.
BWT AG und Titelsponsor und Anteilseigner Sahara India Pariwar werben großflächig auf dem Fahrzeug. Weitere Großsponsoren des Teams sind Kingfisher Airlines, ein Unternehmen, das dem Teamchef Vijay Mallya nahesteht und die Grupo Carso (mit Claro, einem Markennamen in mehreren Staaten Lateinamerikas für Mobilfunknetze von América Móvil, dem zu Telmex gehörenden Internetprovider Infinitum und Telcel). Außerdem sind Hype Energy, NEC Corporation, Pirelli, Ravenol, Sofina, Uralkali und die asiatische Gaming-Plattform w66.com mit Werbeaufklebern auf dem Fahrzeug vertreten.

## Fahrer
Force India trat in der Saison 2018 bis zum Großen Preis von Ungarn wie schon im Vorjahr mit den Fahrern Esteban Ocon und Sergio Pérez an. Racing Point übernahm die Fahrer für sein erstes Rennen in Belgien.

## Renneinsätze
Force India meldete den VJM11 zu den ersten zwölf Rennen der Saison 2018. Bis zum Großen Preis von Ungarn fuhr das Team 59 Weltmeisterschaftspunkte ein; damit lag es in der Zwischenwertung der Herstellerweltmeisterschaft (construktor's championship) zu diesem Zeitpunkt auf dem sechsten Rang.
Da Racing Point nicht als Rechtsnachfolger Force Indias, sondern als neu gegründeter Rennstall betrachtet wird, hat das Team keinen Anspruch auf die Force India zustehenden Preisgelder und bisher eingefahrenen Weltmeisterschaftspunkte. Racing Point begann das Formel-1-Engagement daher beim Preis von Belgien 2018 ohne Punkte.

## Ergebnisse

### Force India
| Fahrer                          | Nr.                             | 1  | 2  | 3  | 4   | 5   | 6  | 7  | 8   | 9 | 10 | 11 | 12 | 13 | 14 | 15 | 16 | 17 | 18 | 19 | 20 | 21 | Punkte | Rang |
| ------------------------------- | ------------------------------- | -- | -- | -- | --- | --- | -- | -- | --- | - | -- | -- | -- | -- | -- | -- | -- | -- | -- | -- | -- | -- | ------ | ---- |
| Formel-1-Weltmeisterschaft 2018 | Formel-1-Weltmeisterschaft 2018 |    |    |    |     |     |    |    |     |   |    |    |    |    |    |    |    |    |    |    |    |    | 59     | EX   |
| E. Ocon                         | 31                              | 12 | 10 | 11 | DNF | DNF | 6  | 9  | DNF | 6 | 7  | 8  | 13 |    |    |    |    |    |    |    |    |    | 59     | EX   |
| S. Pérez                        | 11                              | 11 | 16 | 12 | 3   | 9   | 11 | 14 | DNF | 7 | 10 | 7  | 14 |    |    |    |    |    |    |    |    |    | 59     | EX   |

### Racing Point
| Fahrer                          | Nr.                             | 1 | 2 | 3 | 4 | 5 | 6 | 7 | 8 | 9 | 10 | 11 | 12 | 13 | 14 | 15  | 16 | 17 | 18  | 19  | 20 | 21  | Punkte | Rang |
| ------------------------------- | ------------------------------- | - | - | - | - | - | - | - | - | - | -- | -- | -- | -- | -- | --- | -- | -- | --- | --- | -- | --- | ------ | ---- |
| Formel-1-Weltmeisterschaft 2018 | Formel-1-Weltmeisterschaft 2018 |   |   |   |   |   |   |   |   |   |    |    |    |    |    |     |    |    |     |     |    |     | 52     | 7.   |
| E. Ocon                         | 31                              |   |   |   |   |   |   |   |   |   |    |    |    | 6  | 6  | DNF | 9  | 9  | DSQ | 11  | 15 | DNF | 52     | 7.   |
| S. Pérez                        | 11                              |   |   |   |   |   |   |   |   |   |    |    |    | 5  | 7  | 16  | 10 | 7  | 8   | DNF | 10 | 8   | 52     | 7.   |

| Legende  | Legende            | Legende                                                          |
| Farbe    | Abkürzung          | Bedeutung                                                        |
| -------- | ------------------ | ---------------------------------------------------------------- |
| Gold     | –                  | Sieg                                                             |
| Silber   | –                  | 2. Platz                                                         |
| Bronze   | –                  | 3. Platz                                                         |
| Grün     | –                  | Platzierung in den Punkten                                       |
| Blau     | –                  | Klassifiziert außerhalb der Punkteränge                          |
| Violett  | DNF                | Rennen nicht beendet (did not finish)                            |
| Violett  | NC                 | nicht klassifiziert (not classified)                             |
| Rot      | DNQ                | nicht qualifiziert (did not qualify)                             |
| Rot      | DNPQ               | in Vorqualifikation gescheitert (did not pre-qualify)            |
| Schwarz  | DSQ                | disqualifiziert (disqualified)                                   |
| Weiß     | DNS                | nicht am Start (did not start)                                   |
| Weiß     | WD                 | zurückgezogen (withdrawn)                                        |
| Hellblau | PO                 | nur am Training teilgenommen (practiced only)                    |
| Hellblau | TD                 | Freitags-Testfahrer (test driver)                                |
| ohne     | DNP                | nicht am Training teilgenommen (did not practice)                |
| ohne     | INJ                | verletzt oder krank (injured)                                    |
| ohne     | EX                 | ausgeschlossen (excluded)                                        |
| ohne     | DNA                | nicht erschienen (did not arrive)                                |
| ohne     | C                  | Rennen abgesagt (cancelled)                                      |
| ohne     | keine WM-Teilnahme |                                                                  |
| sonstige | P/fett             | Pole-Position                                                    |
| sonstige | 1/2/3/4/5/6/7/8    | Punktplatzierung im Sprint-/Qualifikationsrennen                 |
| sonstige | SR/kursiv          | Schnellste Rennrunde                                             |
| sonstige | *                  | nicht im Ziel, aufgrund der zurückgelegten Distanz aber gewertet |
| sonstige | ()                 | Streichresultate                                                 |
| sonstige | unterstrichen      | Führender in der Gesamtwertung                                   |